# Rafael Dudamel
Rafael Edgar Dudamel Ochoa (San Felipe, 7 de janeiro de 1973) é um treinador e ex-futebolista venezuelano que atuava como goleiro. Atualmente comanda o Deportivo Pereira.

## Carreira como jogador
Ao longo de sua carreira, defendeu vários clubes em seu país, na Colômbia, na Argentina e na África do Sul. E também defendeu o Real Esppor Club, clube da capital venezuelana.

### Seleção Venezuelana
Defendeu a Seleção Venezuelana em 56 oportunidades e marcou um gol. 

## Carreira como treinador

### Seleção Venezuelana
Como treinador, estreou pelo Estudiantes de Mérida depois de comandar as Seleções de juvenis venezuelanas. Em abril de 2016 assumiu o comando da Seleção Venezuelana principal.

### Atlético Mineiro
Após longas negociações, acertou por duas temporadas com o Atlético Mineiro e foi anunciado no dia 4 de janeiro de 2020. Foi demitido no dia 27 de fevereiro, após sofrer eliminações precoces na Copa Sul-Americana e na Copa do Brasil.

### Universidad de Chile
Em 5 de novembro de 2020, Dudamel foi anunciado como novo técnico da Universidad de Chile.
No dia 6 de junho de 2021, em comum acordo, foi desligado do clube após maus resultados.

### Deportivo Cali
Em 7 de setembro de 2021 foi anunciado como novo técnico do Deportivo Cali.

## Estatísticas

### Como treinador
Atualizadas até 16 de setembro de 2023
| Clube                 | Jogos | Vitórias | Empates | Derrotas | Aproveitamento |
| --------------------- | ----- | -------- | ------- | -------- | -------------- |
| Estudiantes de Mérida | 35    | 7        | 9       | 19       | 28.57%         |
| Venezuela Sub-17      | 3     | 0        | 0       | 3        | 0%             |
| Deportivo Lara        | 74    | 30       | 27      | 17       | 52.7%          |
| Venezuela Sub-20      | 25    | 11       | 7       | 7        | 53.33%         |
| Venezuela             | 37    | 12       | 14      | 11       | 45.05%         |
| Atlético Mineiro      | 10    | 4        | 4       | 2        | 53.33%         |
| Universidad de Chile  | 26    | 8        | 12      | 6        | 46.15%         |
| Deportivo Cali        | 50    | 18       | 15      | 17       | 46%            |
| Necaxa                | 8     | 0        | 4       | 4        | 16.67%         |
| Atlético Bucaramanga  | 58    | 28       | 17      | 13       | 58.05%         |

## Gol pela Seleção Venezuelana
| #  | Data                   | Local                                                           | Oponente  | Placar | Resultado Final | Competição                             |
| -- | ---------------------- | --------------------------------------------------------------- | --------- | ------ | --------------- | -------------------------------------- |
| 1. | 10 de Setembro de 1996 | Estádio Polideportivo de Pueblo Nuevo, San Cristóbal, Venezuela | Argentina | 2–4    | 2–5             | Eliminatórias da Copa do Mundo de 1998 |

## Títulos

### Como jogador
Universidad de Los Andes
- Campeonato Venezuelano: 1990–91

Atlético Zulia
- Campeonato Venezuelano: 1997–98

Deportivo Cali
- Campeonato Colombiano: 1998

Millonarios
- Copa Merconorte: 2001

Mamelodi Sundowns
- Campeonato Sul-Africano: 2005–06

América de Cali
- Campeonato Colombiano: 2008-II

### Como treinador
Venezuela
- Copa Kirin: 2019

Deportivo Cali
- Campeonato Colombiano: 2021-II

Atlético Bucaramanga
- Campeonato Colombiano: 2024-I